# Grups Parlamentaris del Parlament de les Illes Balears
Els Grups Parlamentaris del Parlament de les Illes Balears són les agrupacions en què s'inscriuen els diputats elegits al Parlament Balear. En l'actual legislatura (9a) existeixen set grups parlamentaris.

## Grups Parlamentaris de la IX Legislatura

### Grup Popular
- Nombre de diputats: 20
- Partit: Partit Popular
- Portaveus: Margarita Prohens Rigo (titular) i Juan Manuel Lafuente Mir (suplent).

### Grup Socialista
- Nombre de diputats: 14
- Partit: Partit Socialista de les Illes Balears
- Portaveus: Pilar Costa (titular) i Isabel Maria Oliver Sagreras (suplent).

### Grup Podem Illes Balears
- Nombre de diputats: 8
- Partit: Podem
- Portaveus: Laura Camargo (titular) i Alberto Jarabo (suplent)

### Grup MÉS per Mallorca
- Nombre de diputats: 6
- Partit: MÉS per Mallorca
- Portaveus: David Abril (titular) i Margalida Capellà Roig (suplent).

### Grup Més per Menorca
- Nombre de diputats: 3
- Partit: MÉS Per Menorca
- Portaveus: Nel Martí (titular) i Patricia Font Marbán (suplent).

### Grup El PI Proposta per les Illes Balears
- Nombre de diputats: 3
- Partit: Proposta per les Illes
- Portaveus: Jaume Font (titular) i Maria Antònia Sureda Martí (suplent)

### Grup Mixt
- Nombre de diputats: 5
- Partits: C's (2), GxF (1), Diputats independents (1).
- Portaveus: Xavier Pericay (titular) i Sílvia Tur (suplent)

## Grups Parlamentaris de la VII Legislatura

### Grup Popular
- Nombre de diputats: 28

- Portaveus: Francesc Fiol (titular) i Antoni Pastor (suplent).

### Grup Socialista
- Nombre de diputats: 20

- Portaveus: Francesc Antich (titular) i Antoni Diéguez Seguí (suplent).

### Grup Bloc per Mallorca i PSM-Verds
- Nombre de diputats: 5 (4 Bloc per Mallorca i 1 PSM-Verds)

- Portaveus: Gabriel Barceló (titular) i Miquel Àngel Llauger (suplent).

### Grup Unió Mallorquina
- Nombre de diputats: 3 (2 Unió Mallorquina i 1 ExC)

- Portaveus: Josep Melià (titular) i Catalina Julve Caldentey (suplent).

### Grup Mixt
- Nombre de diputats: 3 (1 AIPF, 1 ExC i Bartomeu Vicens Mir)